# Kucurub
Kucurub (ukr. Куцуруб) – wieś na Ukrainie, w obwodzie mikołajowskim, w rejonie mikołajowskim, siedziba hromady. W 2001 liczyła 2136 mieszkańców, spośród których 1740 wskazało jako ojczysty język ukraiński, 362 rosyjski, 17 mołdawski, 1 bułgarski, 5 białoruski, 4 ormiański, 2 gagauski, a 5 inny.